# زبان‌های اسلاوی غربی
زبان‌های اسلاوی غربی زیرمجموعه‌ای از زبان‌های اسلاوی می‌باشند. زبان‌های اسلاوی غربی زبان چکی، زبان لهستانی، زبان اسلواکیایی، زبان کاشوبی ، زبان سیلزیایی و زبان سوربی را شمال می‌شوند.

## دسته‌بندی
- هندواروپایی
  - بالتواسلاوی
    - اسلاوی
      - اسلاوی غربی
        - چک-اسلواکی
          - چکی
            - کنعانی (یهودی-چکی)

          - اسلواکیایی

        - لخی
          - لهستانی
          - سیلزیایی
          - پومرانی
            - کاشوبی
            - اسلونیایی

          - پولابی

        - سوربی
          - سوربی بالا
          - سوربی پایین

## منبع
- http://en.wikipedia.org/wiki/West_Slavic_languages